# Colli del Trasimeno rosato
Il Colli del Trasimeno rosato è un vino DOC la cui produzione è consentita nella provincia di Perugia.

## Caratteristiche organolettiche
- colore: rosato più o meno intenso
- odore: vinoso, fruttato
- sapore: fresco, vivace, asciutto, armonico

## Produzione
Provincia, stagione, volume in ettolitri
- nessun dato disponibile